# Hiéroglyphe égyptien I10
Pour les articles homonymes, voir Naja (homonymie).

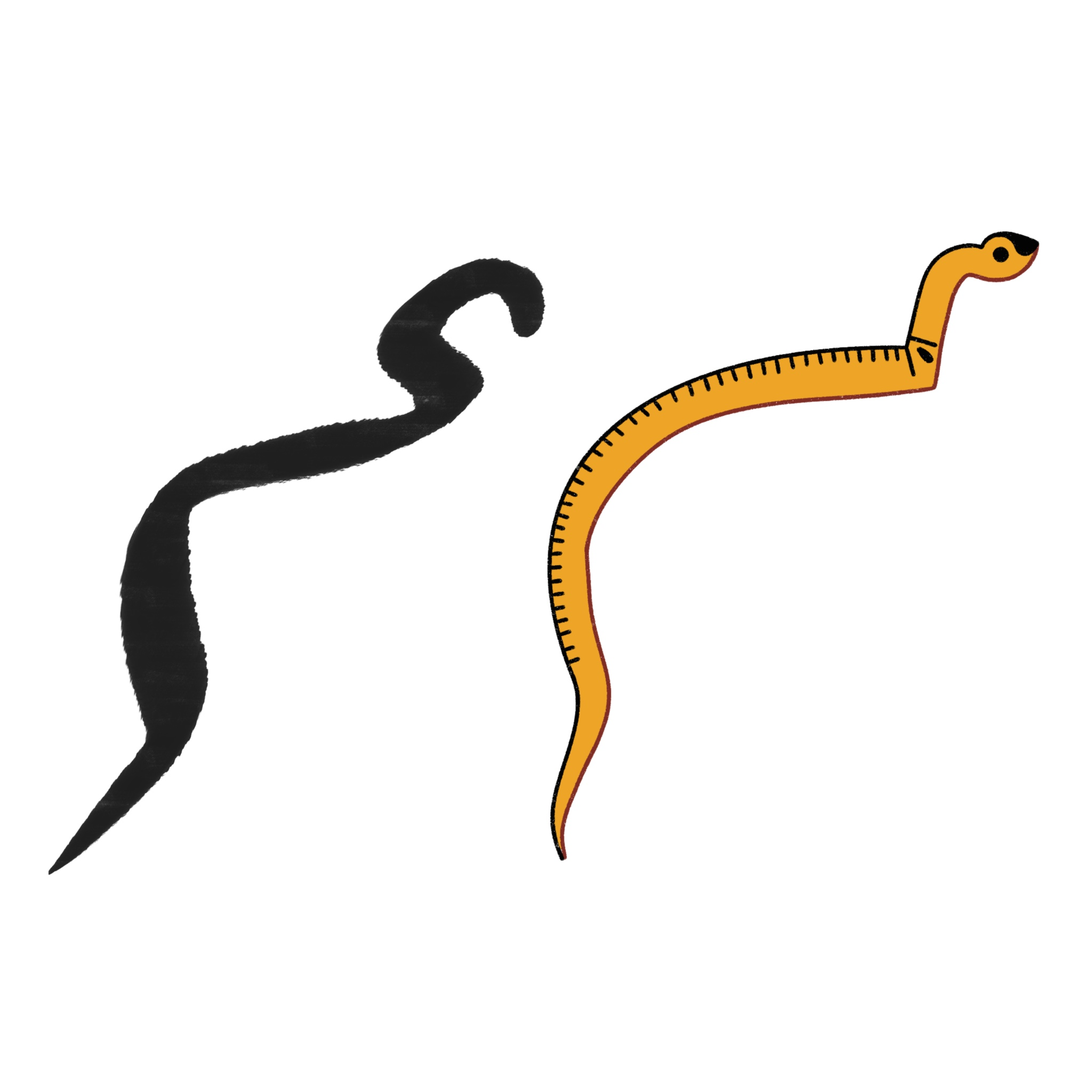
Version hiératique et hiéroglyphique

Le hiéroglyphe égyptien I10 (naja) est classifié dans la section I « Amphibiens, reptiles, etc. » de la liste de Gardiner ; il y est noté I10. 

## Représentation
Il représente un cobra égyptien (Naja haje) au repos.
Il est translittéré ḏ ou ḏt.

## Utilisation
| I10 · t | I13 |

| I10 · t | I13 |

| I10 · Z1 |

| I10 · Z1 |

| I10 · Z1 |

| I10 · Z1 |

d'où son utilisation en tant que phonogramme unilitère de valeur ḏ.
| C'est parfois par faux archaïsme un phonogramme unilitère de valeur d |

| D46 |

| D46 |

## Exemples de mots
| I10 · X1 · N16 |

| I10 · X1 · N16 |

| D&d |

| D&d |

| M13 | D · Y1 |

| M13 | D · Y1 |